# Mount Etna Caves National Park
Mount Etna Caves National Park är en park i Australien. Den ligger i delstaten Queensland, omkring 540 kilometer nordväst om delstatshuvudstaden Brisbane. Mount Etna Caves National Park ligger 114 meter över havet. Arean är 5,8 kvadratkilometer.
Runt Mount Etna Caves National Park är det ganska tätbefolkat, med 199 invånare per kvadratkilometer.. Närmaste större samhälle är The Caves, nära Mount Etna Caves National Park.
Omgivningarna runt Mount Etna Caves National Park är huvudsakligen savann. Genomsnittlig årsnederbörd är 1 140 millimeter. Den regnigaste månaden är januari, med i genomsnitt 296 mm nederbörd, och den torraste är augusti, med 18 mm nederbörd.